# Eknakán
Eknakán (del maya: la casa negra de la culebra) es una localidad ubicada en el estado mexicano de Yucatán, específicamente en el municipio de Cuzamá
Tiene una altitud promedio de 9 m s. n. m. y se localiza a una distancia de 42 km de la ciudad capital del estado, Mérida, a 10 km de Acanceh y 6 km de Cuzamá.

## Sitios de interés

### Cenote Papak'al
En el 2001, el INAH realizó una investigación de algunos huesos encontrados en el cenote, se encontraron huesos de camellos, de caballos antiguos, así como el cráneo de un murciélago antiguo.

### Iglesia
La localidad es conocida por su iglesia de estilo gótico alemán.
Según los datos del estudio estilístico de la construcción de iglesias durante el virreinato de la Nueva España, la construcción en Cuzumá parece datar del siglo XVIII que es cuando se construyeron las iglesias de una sola nave, que no estaba condicionada a la jurisdicción religiosa que las produjo, ni a su época de construcción, ni en la región del estado de Yucatán. Actualmente es considerada un museo.
Se sabe que solamente hay 9 construcciones de tipo gótico en Yucatán y todas son atípicas a los estilos convencionales del resto del estado.

## Importancia histórica
Tuvo su esplendor durante la época del auge henequenero y emitió fichas de hacienda las cuales por su diseño son de interés para los numismáticos. Dichas fichas acreditan la hacienda como propiedad de Ricardo Molina en 1872.

## Demografía
Según el censo de 2010 realizado por el INEGI, la población de la localidad era de 698 habitantes, de los cuales 364 eran hombres y 334 mujeres.
| 385                         | 292 | 265 | 223 | 282 | 302 | 368 | 499 | 533 | 570 | 615 | 645 | 698 |
| (Fuente: INEGI [Consultar]) |     |     |     |     |     |     |     |     |     |     |     |     |

## Galería

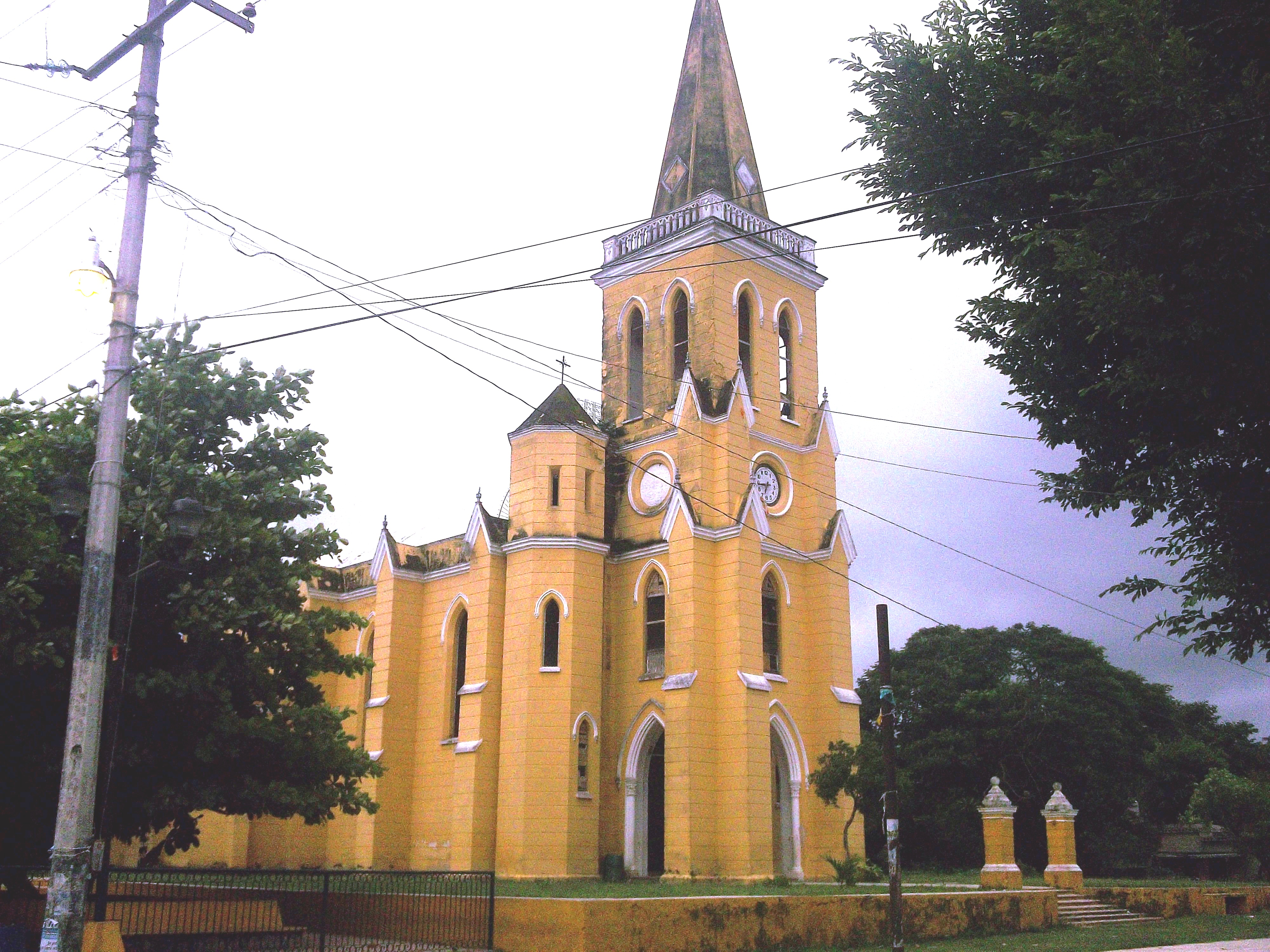
Iglesia.
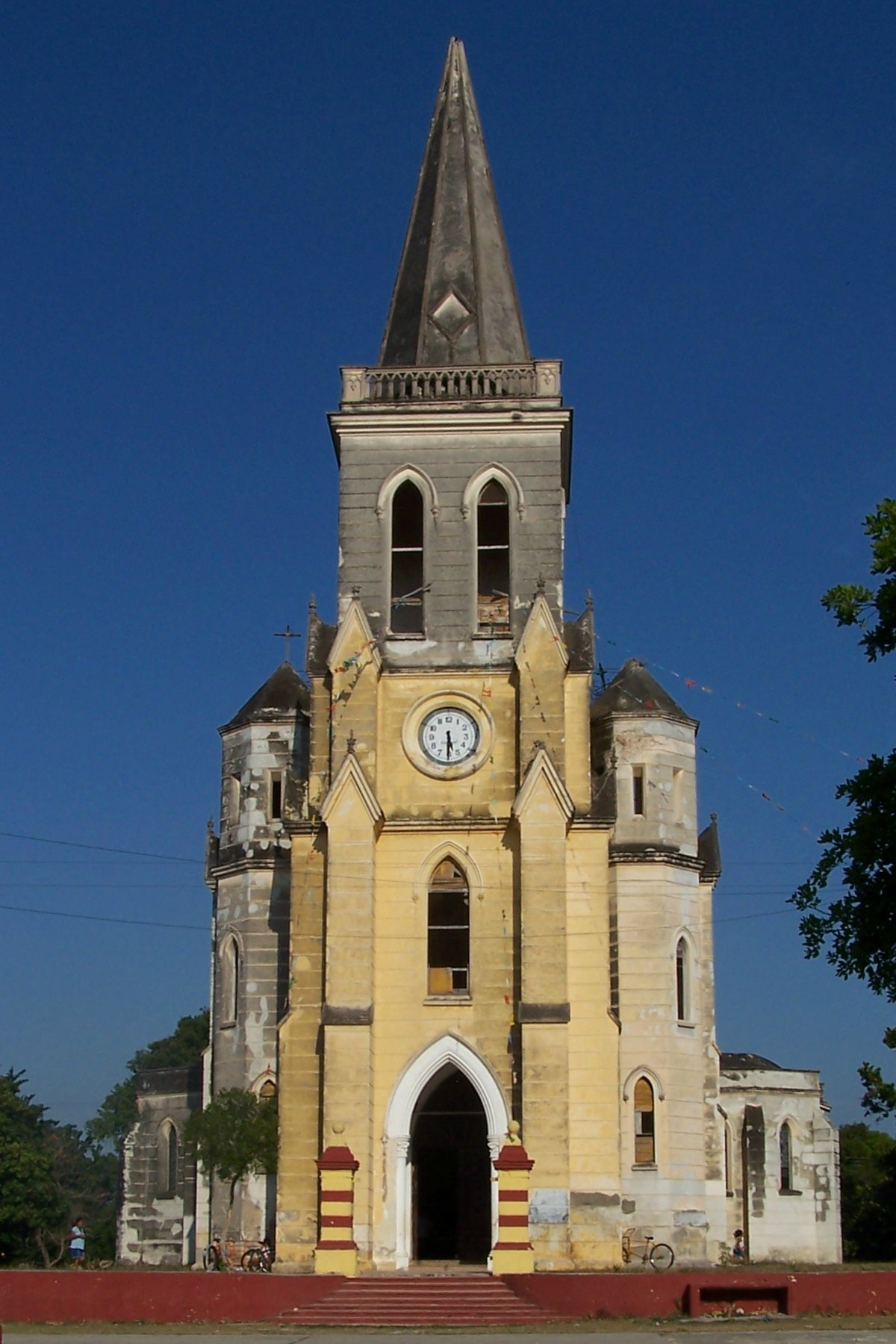
Iglesia.
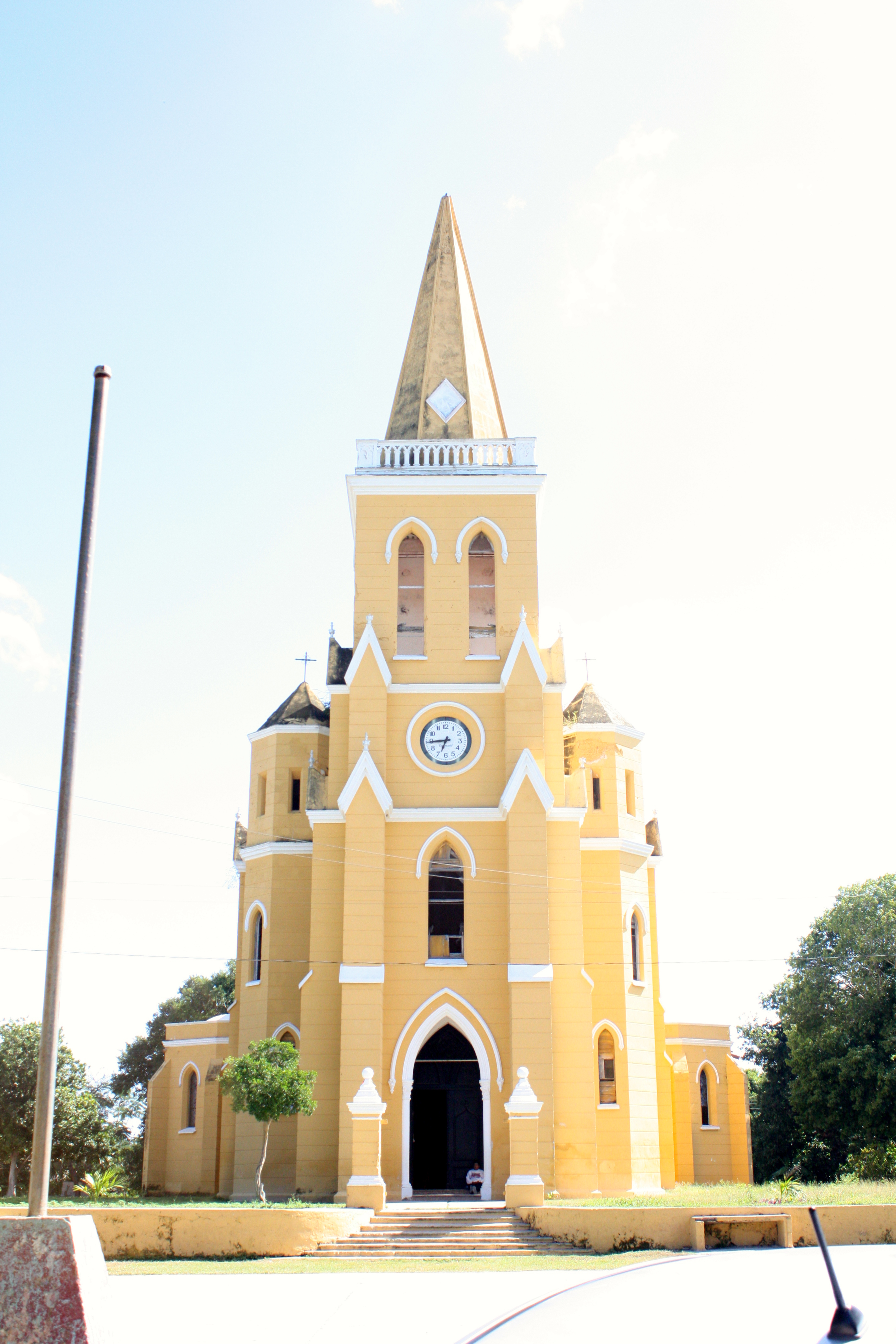
Iglesia.
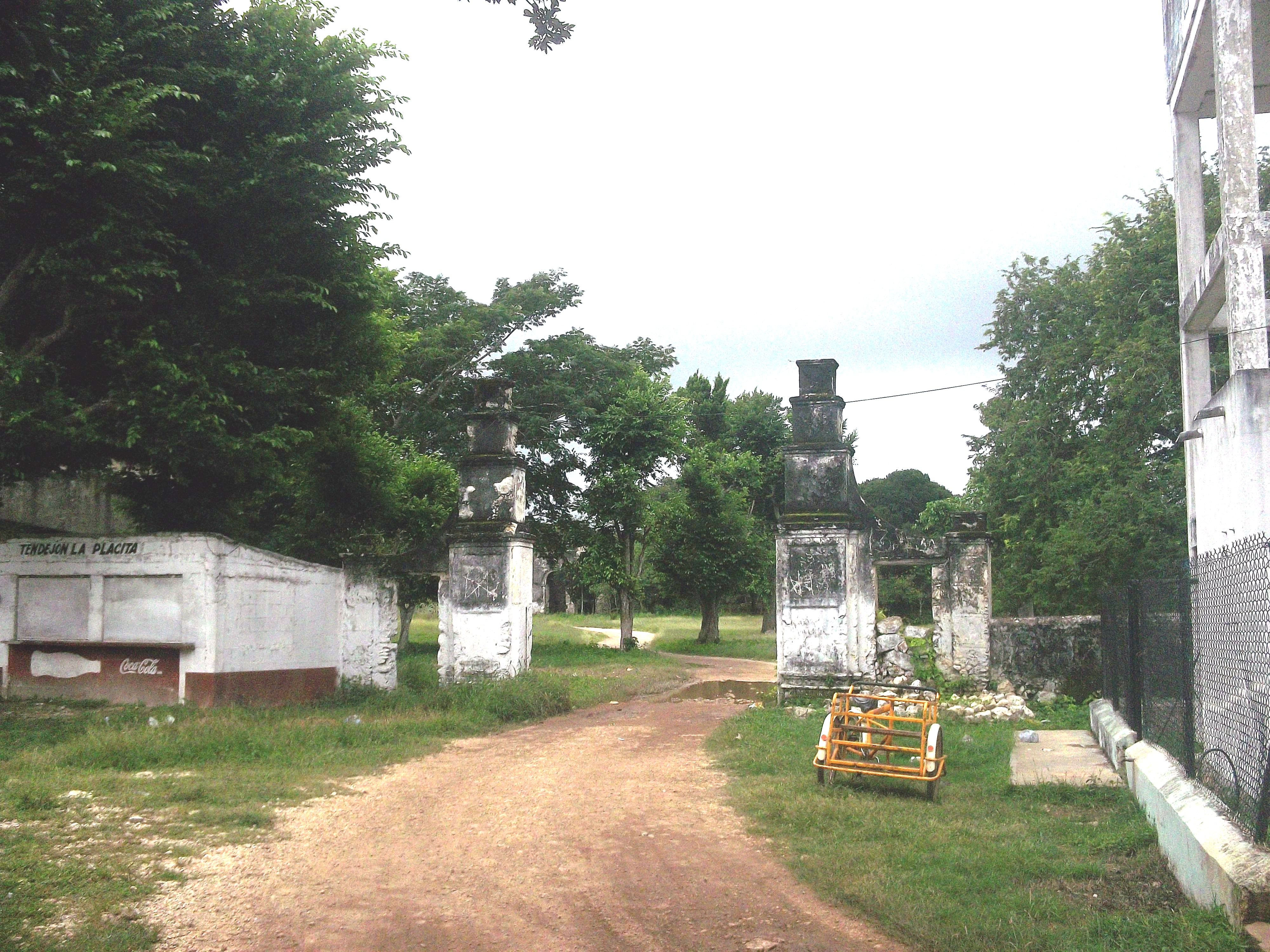
Hacienda.
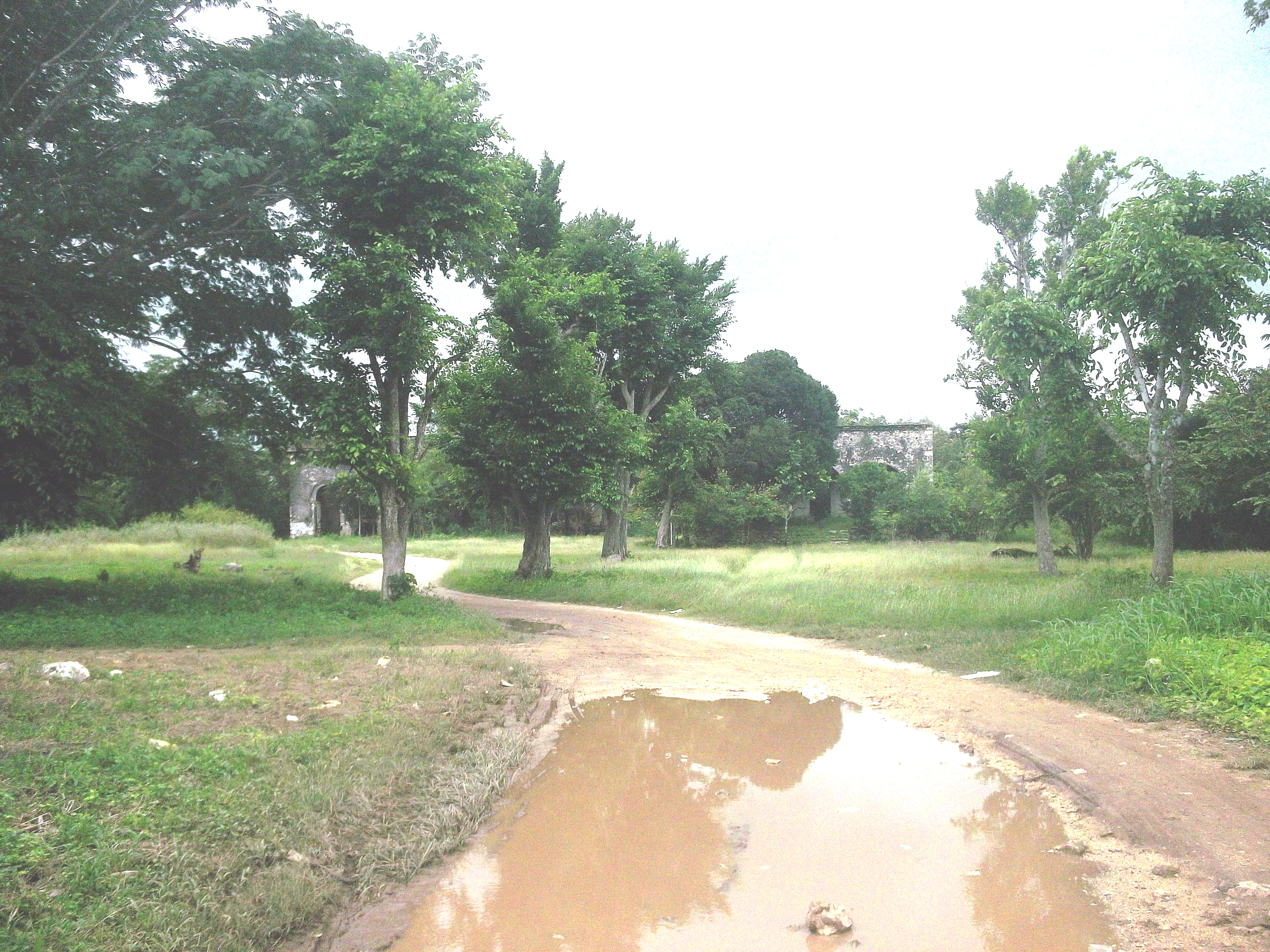
Hacienda.
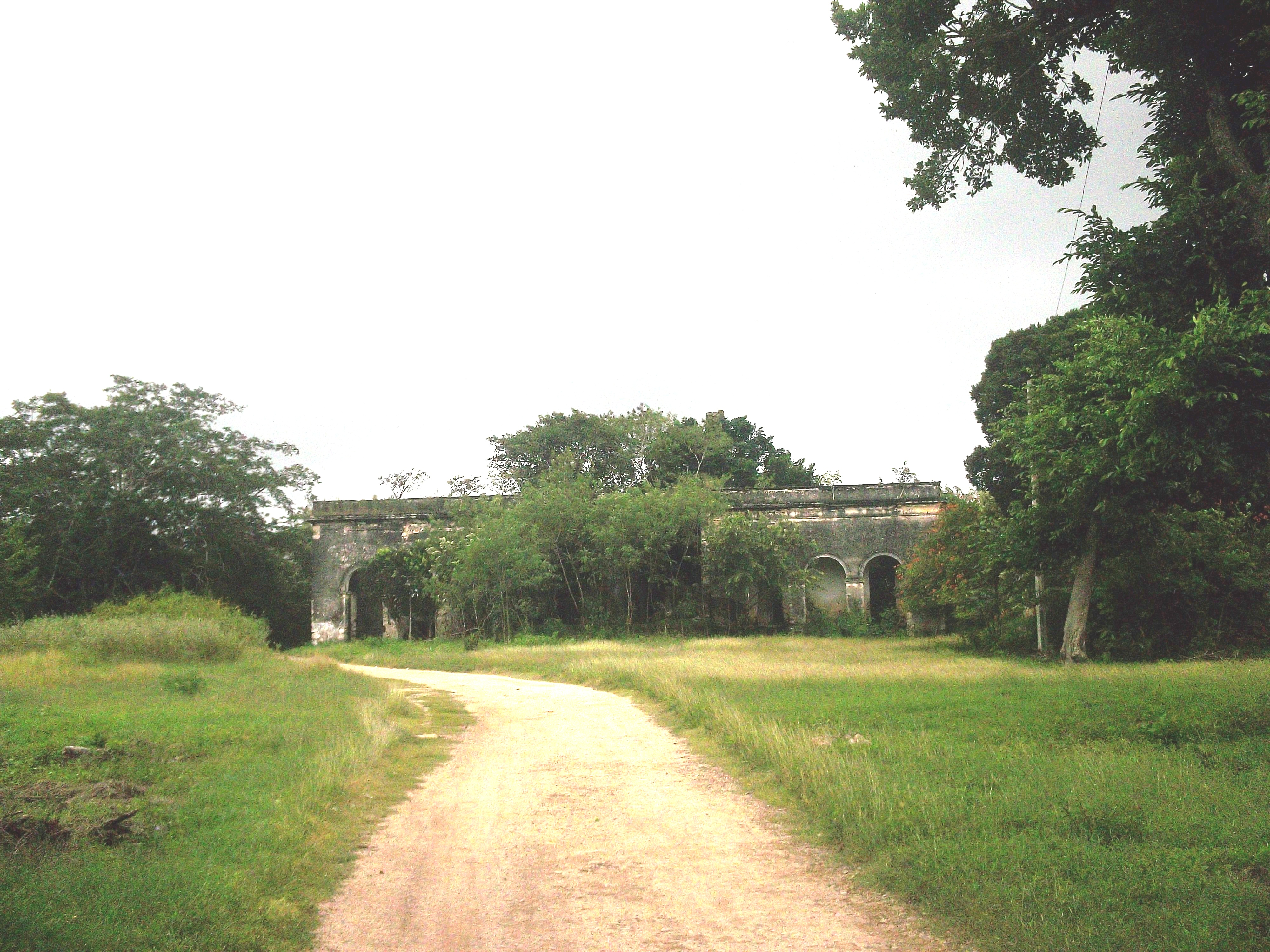
Hacienda.
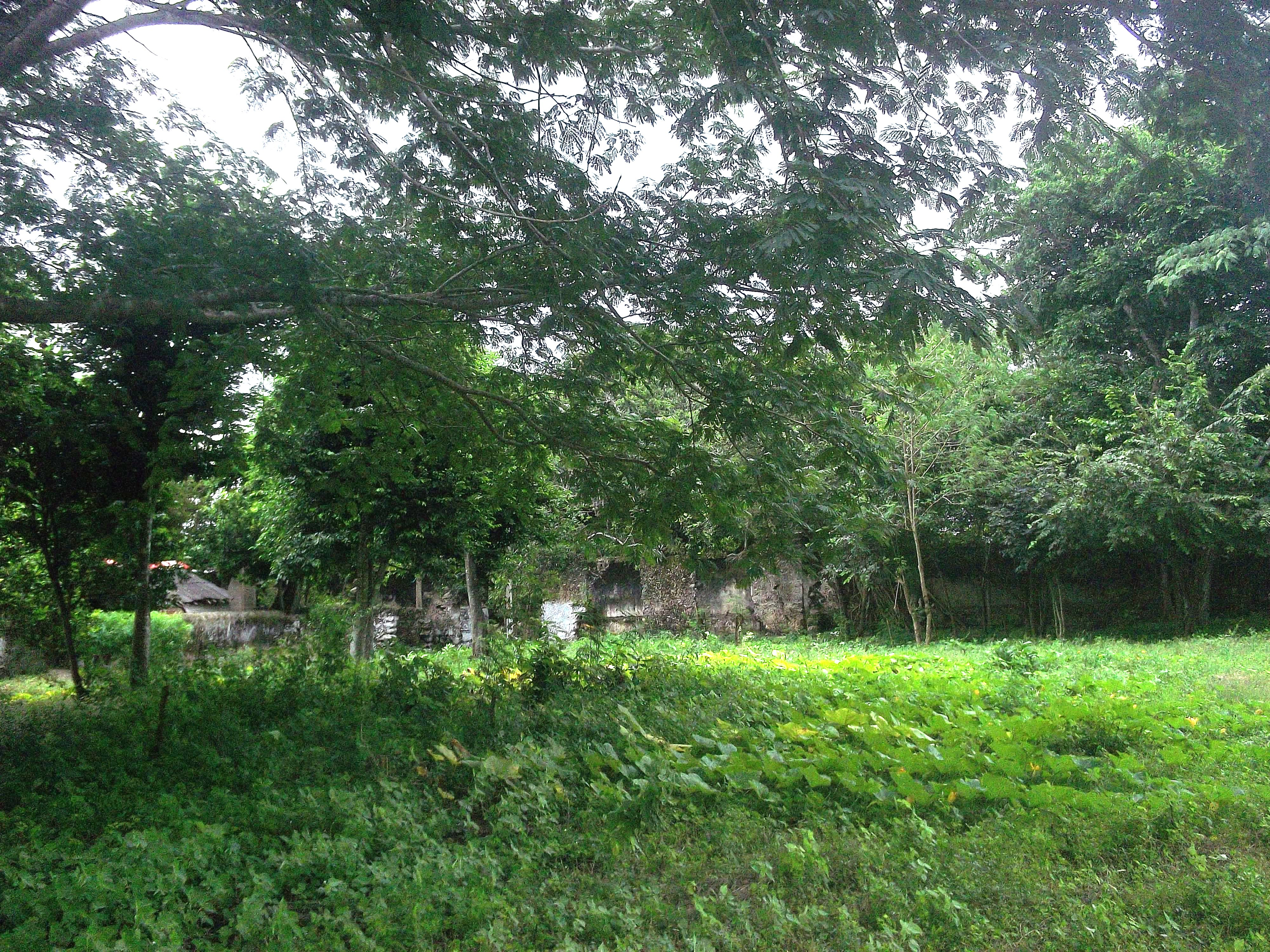
Hacienda.
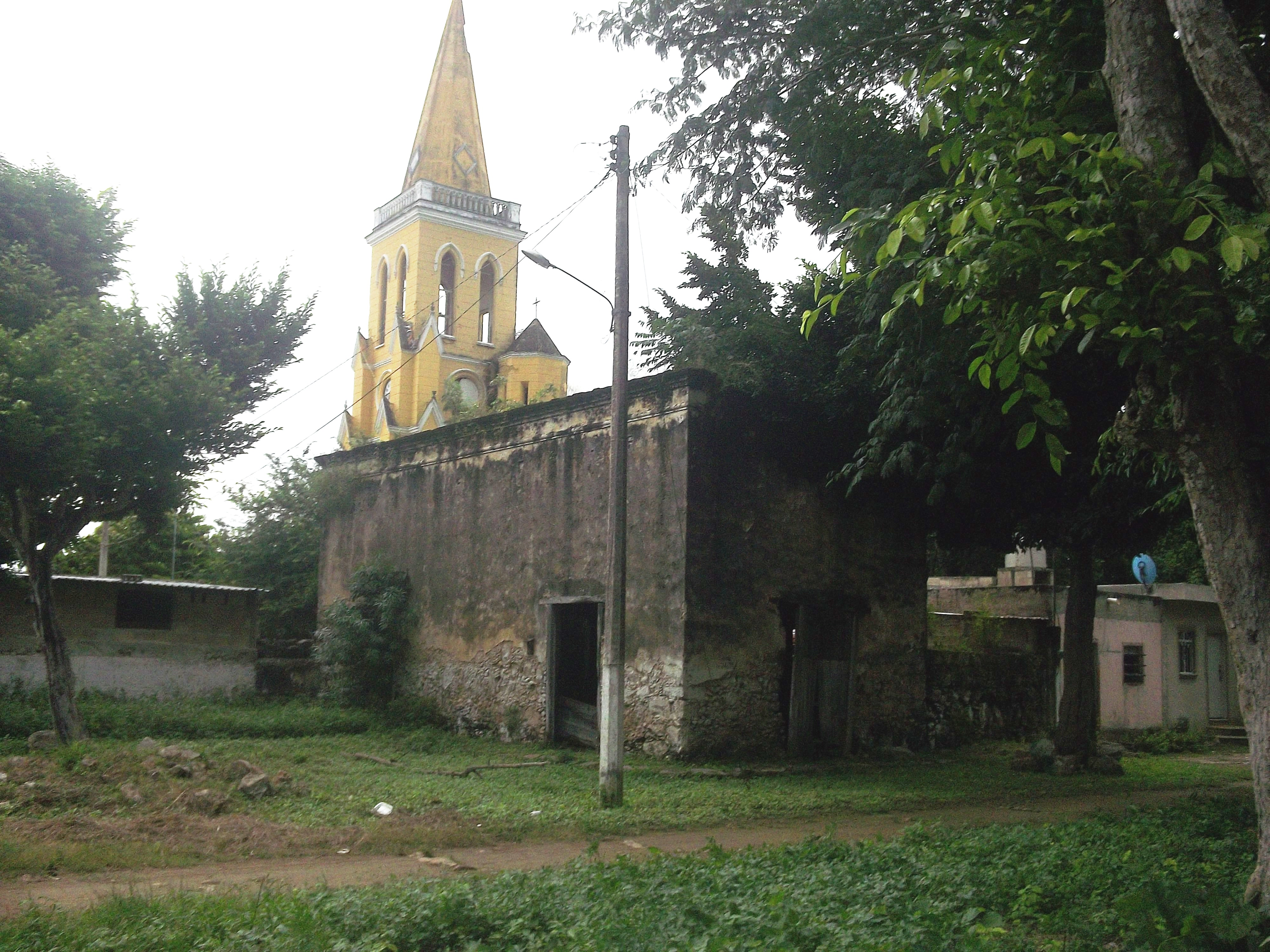
Hacienda.
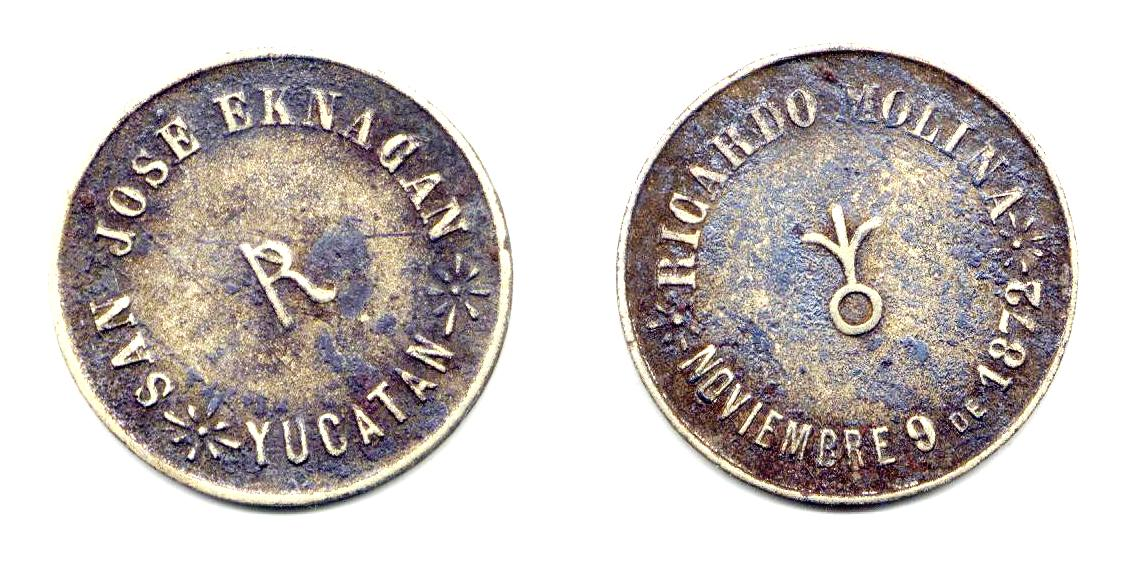
Ficha de la Hacienda San José Eknacán.
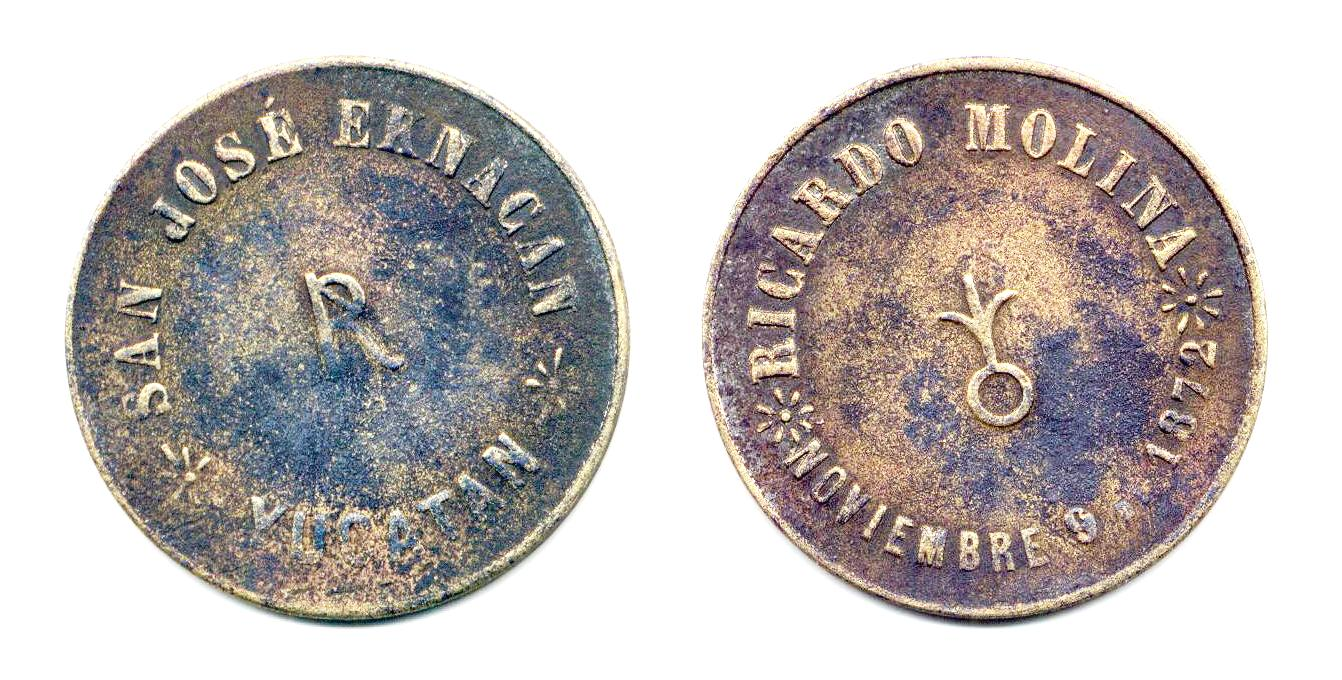
Ficha de la Hacienda San José Eknacán.

### Fotografías
- Flickr - Fotografías de Cuzamá en Flickr.
- Panoramio - Fotografías de Eknakán en Panoramio.

- Datos: Q5820736
- Multimedia: Eknakán, Yucatán / Q5820736